# Angūzhān
Angūzhān (persiska: انگوژان) är en ort i Iran.   Den ligger i provinsen Kurdistan, i den nordvästra delen av landet, 400 km väster om huvudstaden Teheran. Angūzhān ligger 1 409 meter över havet och antalet invånare är 237.
Terrängen runt Angūzhān är huvudsakligen kuperad, men åt sydväst är den bergig. Runt Angūzhān är det ganska tätbefolkat, med 65 invånare per kvadratkilometer. Närmaste större samhälle är Sarchī, 14,8 km sydväst om Angūzhān. Trakten runt Angūzhān består i huvudsak av gräsmarker.